# Garching an der Alz
Garching an der Alz település Németországban, azon belül Bajorországban. Lakosainak száma 8837 fő (2023. december 31.). Garching an der Alz Burgkirchen an der Alz és Kirchweidach községekkel határos.

## Népesség
A település népessége az elmúlt években az alábbi módon változott:
| Lakosok száma | 674  | 2908 | 6350 | 7352 | 8516 | 8494 | 8550 | 8578 | 8702 | 8837 |
|               | 1875 | 1950 | 1975 | 1987 | 2012 | 2014 | 2016 | 2017 | 2021 | 2023 |